# لی سانگ هی
لی سانگ هی (کره‌ای: 이상희؛ زادهٔ لی نا ری در ۸ اکتبر ۱۹۸۳) بازیگر اهل کره جنوبی است. او به خاطر ایفای نقش در فیلم پایان زمستان شناخته شد.

## فیلم‌شناسی

### فیلم
| سال  | عنوان                      | نقش                |
| ---- | -------------------------- | ------------------ |
| ۲۰۱۶ | One Way Trip               | پرستار             |
| ۲۰۱۶ | کارآگاه شبح                | مادر هونگ گیل دونگ |
| ۲۰۱۶ | حقیقت پنهان                | نامادری چوی می اوک |
| ۲۰۱۶ | پایان زمستان               | کانگ هه جونگ       |
| ۲۰۱۶ | جامشیل (Magnanery)         | چه می هی           |
| ۲۰۱۶ | تونل                       | [گزارشگر وای‌تی‌ان   |
| ۲۰۱۶ | ایستگاه سئول               | داوطلب (صدا)       |
| ۲۰۱۶ | عصر سایه‌ها                 | مادر بچه           |
| ۲۰۱۶ | داستان عشق ما              | یون جو             |
| ۲۰۱۷ | بیا با هم                  | ادمین              |
| ۲۰۱۷ | اواخر تابستان، اواخر پاییز | سون آه             |
| ۲۰۱۷ | من می‌توانم حرف بزنم        | هه جونگ            |
| ۲۰۱۷ | No Man's Land              | پی‌دی اوه           |
| ۲۰۱۷ | مادران                     | می ران             |
| ۲۰۱۸ | خواب طلایی                 | گوم چول چو         |
| ۲۰۱۸ | شب زمستان                  | دوست‌دختر سرباز     |
| ۲۰۱۹ | فرزند دیگر                 | پرستار             |
| ۲۰۲۰ | Somewhere in Between       | یونگ اون           |
| ۲۰۲۱ | یک مکان دور                | اون یونگ           |
| ۲۰۲۱ | بچه‌های شاد                 | پارک جونگ اون      |
| ۲۰۲۲ | دسی‌بل                      | جانگ یو جونگ       |